# Daniel Simberloff
Daniel Simberloff és un biòleg i ecòleg que es va doctorar a la Universitat Harvard el 1969. Actualment, és Gore Hunger Professor of Environmental Science a la Universitat de Tennessee i Editor-in-chief de la revista Biological Invasions.

## Premis
- 1971: Mercer Award, Ecological Society of America[3]
- 2006: Eminent Ecologist Award, Ecological Society of America[3]
- 2012: Premi Ramon Margalef d'Ecologia[4]

## Selecció de publicacions
- Connor E.F. & Simberloff D. 1979. You can't falsify ecological hypotheses without data. Bull. Ecol. Soc. Amer. 60: 154-155.
- Lockwood J.L., Simberloff D., McKinney M.L. & von Holle B. 2001. How many, and which, plants will invade natural areas? Biol. Invasions 3: 1-8.
- Mack R.N., Simberloff D., Lonsdale W.M., Evans H., Clout M. & Bazzaz F.A. 2000. Biotic invasions: causes, epidemiology, global consequences, and control. Ecol. Appl. 10: 689-710.
- Myers J., Simberloff D., Kuris A. & Carey J. 2000. Eradication of exotic species - Reply. Trends Ecol. Evol. 15: 515-516.
- Myers J., Simberloff D., Kuris A. & Carey J. 2000. Reply from J. Myers, D. Simberloff, A. Kuris and J. Carey. Trends Ecol. Evol. 15: 515-516.
- Myers J.H., Simberloff D., Kuris A.M. & Carey J.R. 2000. Eradication revisited: dealing with exotic species. Trends Ecol. Evol. 15: 316-320.
- Parker I.M., Simberloff D., Lonsdale W.M., Goodell K., Wonham M., Kareiva P., Williamson M.H., von Holle B., Moyle P.B., Byers J.E. & Goldwasser L. 1999. Impact: toward a framework for understanding the ecological effects of invaders. Biol. Invasions 1: 3-19.
- Rejmánek M., Richardson D.M., Barbour M.G., Crawley M.J., Hrusa G.F., Moyle P.B., Randall J.M., Simberloff D. & Williamson M. 2002. Biological invasions: politics and the discontinuity of ecological terminology. Bull. Ecol. Soc. Amer. 83: 131-133.
- Rhymer J.M. & Simberloff D. 1996. Extinction by hybridization and introgression. Annu. Rev. Ecol. Syst. 27: 83-109.
- Ricciardi A., Steiner W.W.M., Mack R.N. & Simberloff D. 2000. Toward a global information system for invasive species. BioScience 50: 239-244.
- Roll U., Dayan T., Simberloff D. & Goren M. 2007. Characteristics of the introduced fish fauna of Israel. Biol. Invasions 9: 813-824.
- Simberloff, Daniel, Don C. Schmitz, and Tom C. Brown, eds. Strangers in Paradise: Impact and Management of Nonindigenous Species in Florida. Washington DC, Island Press, 1997.
- Simberloff D. & Holle B. V. (1999) Positive interactions of nonindigenous species: Invasional meltdown? Biological Invasions 1, 21-32
- Simberloff D. (2002) Managing existing populations of alien species. In: Alien Invaders in Canada's Waters, Wetlands, and Forests (eds. R. Claudi, P. Nantel & E. Muckle-Jeffs). Natural Resources Canada, Canadian Forest Service, Ottawa
- Simberloff D. (2003) How much information on population biology is needed to manage introduced species? Conservation Biology 17, 83-92
- Simberloff D., Parker I. M. & Windle P. N. (2005) Introduced species policy, management, and future research needs. Frontiers in Ecology and the Environment 3, 12-20
- Simberloff D. & Stiling P. 1996. How risky is biological control? Ecology 77: 1965-1974.
- Simberloff D. 1996. Impacts of introduced species in the United States. Consequences 2.
- Simberloff D. & Stiling P. 1998. How risky is biological control? Reply. Ecology 79: 1834-1836.
- Simberloff D. 2000. Global climate change and introduced species in United States forests. The Science of the Total Environment 262: 253-261.
- Simberloff D. 2000. Foreword. p. vii-xiv in Elton C.S.(ed.) The ecology of invasions by animals and plants. University of Chicago Press, Chicago,
- Simberloff D. 2001. Inadequate solutions for a global problem? Trends Ecol. Evol. 16: 323-324.
- Simberloff D. 2001. Eradication of island invasives: practical actions and results achieved. Trends Ecol. Evol. 16: 273-274.
- Simberloff D. 2004. Community ecology: is it time to move on? The American Naturalist 163: 787-799.
- Simberloff D. 2004. A rising tide of species and literature: a review of some recent books on biological invasions. BioScience 54: 247-254.
- Simberloff D. 2005. The politics of assassing risk for biological invasions: the USA as a case study. Trends in Ecology & Evolution 20: 216-222.
- Simberloff D. 2006. Invasional meltdown six years later: important phenomenon, unfortunate metaphor, or both? Ecol. Letters 9: 912-919.
- Simberloff D. & Rejmánek M. (eds.) 2011. Encyclopedia of Biological Invasions. University of California Press, Berkeley & Los Angeles.
- Simberloff D. 2013. Biological invasions: Much progress plus several controversies. Contributions to Science 9: 7-16.
- Thébaud C. & Simberloff D. 2001. Are plants really larger in their introduced ranges? The American Naturalist 157: 231-236.
- Vitule J.R.S., Freire C.A. & Simberloff D. 2009. Introduction of non-native freshwater fish can certainly be bad. Fish. Fisheries 10: 98-108.